# Frate Ilario
Ilario (fl. XIV secolo) è stato un religioso italiano frate del monastero di Santa Croce del Corvo.

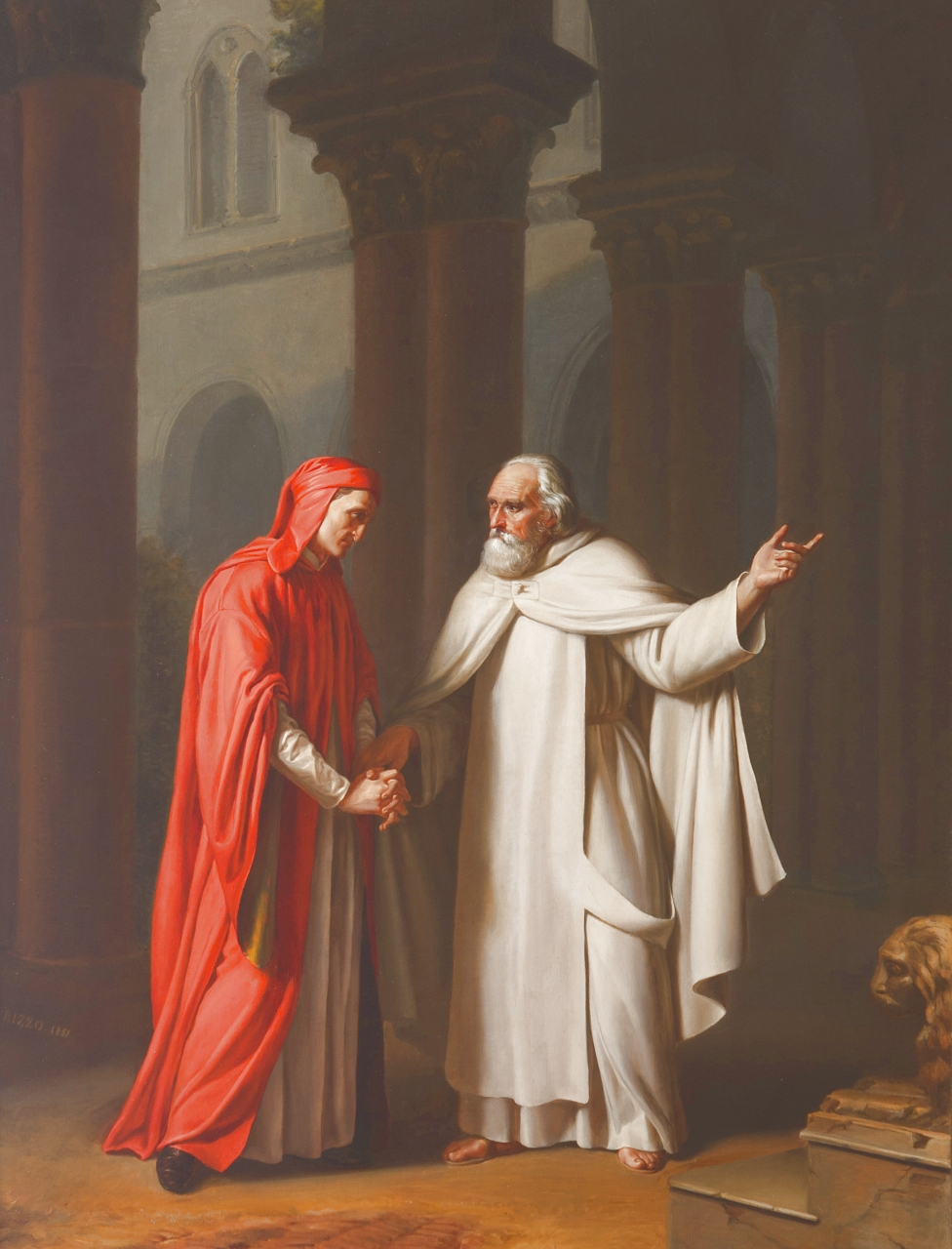
Dante e Frate Ilario al Convento di Santa Croce, di Rizzo Luigi

La sua fama è dovuta alla biografia di Dante di Boccaccio in cui narra l'episodio di come il poeta, in partenza per la Francia, avesse affidato ad un monaco di nome Ilario del monastero di Santa Croce del Corvo il manoscritto della cantica dell'Inferno affinché lo recapitasse a Uguccione della Faggiola, intendendo destinare poi la successiva cantica del Purgatorio a Moroello Malaspina e quella del Paradiso al re aragonese Federico di Sicilia.

## Fonti
L'episodio è citato nello Zibaldone Laurenziano XXIX 7, autografo del Boccaccio, in cui è trascritta la lettera inviata a Uguccione della Faggiuola da un monaco  del convento di Santa Croce del Corvo.